# Srŏk Ta Vêng
Srŏk Ta Vêng är ett distrikt i Kambodja.   Det ligger i provinsen Ratanakiri, i den nordöstra delen av landet, 400 km nordost om huvudstaden Phnom Penh. Antalet invånare är 2 399.